# موجة طويلة

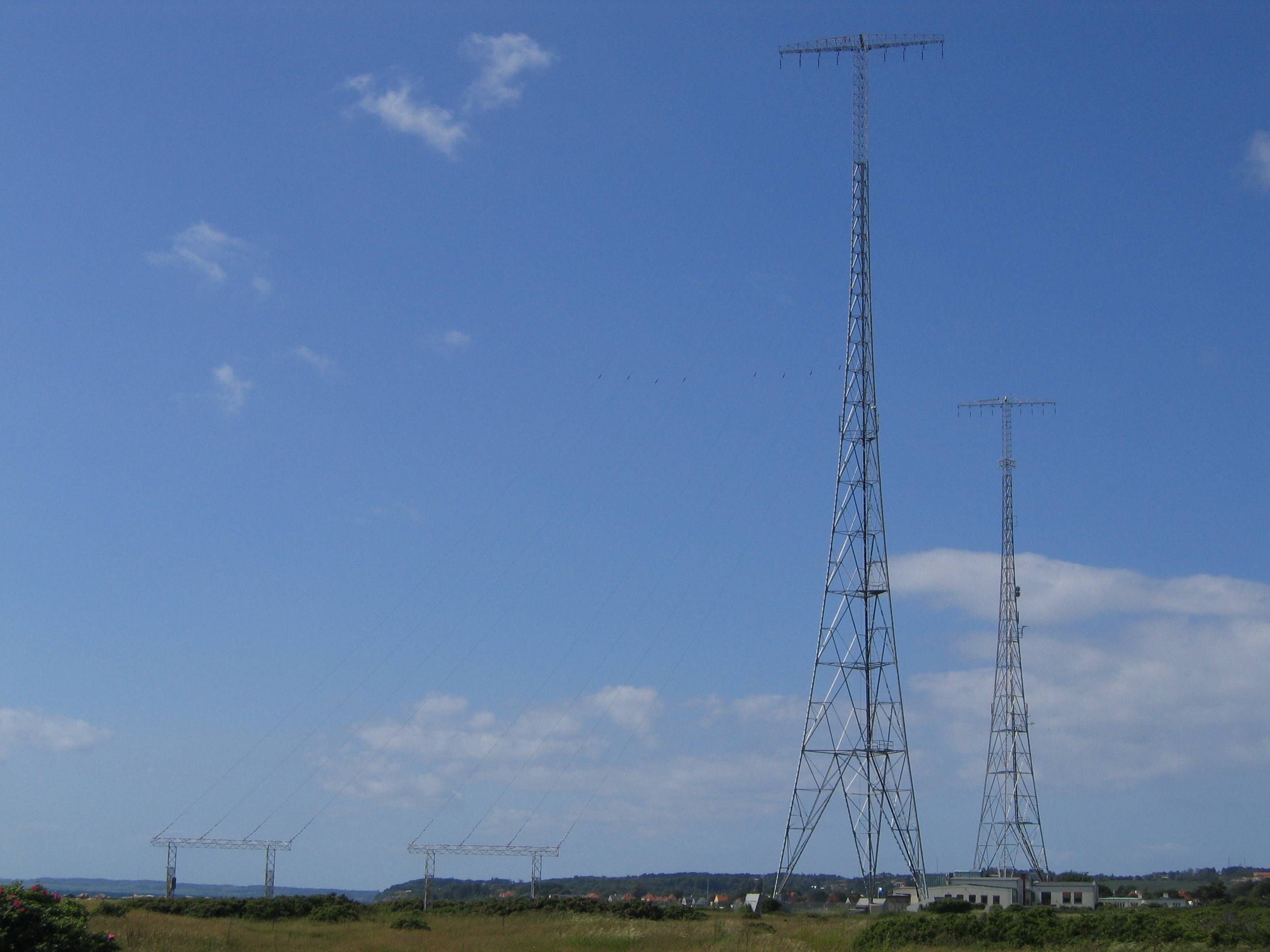

في الترددات الراديوية، يشير مصطلح الموجة الطويلة إلى أجزاء الطيف الراديوي ذات الموجات الطويلة نسبيا. المصطلح قديم حيث يعود استخدامه إلى بدايات القرن العشرين حيث كان يعتبر أن الطيف الراديوي يتألف من موجات طويلة ومتوسطة وقصيرة. معظم أنظمة والأجهزة الراديو الحديثة تستخدم الموجات التي من شأنها انذاك أن تعتبر «فائقة القصر».
في الاستخدامات المعاصرة لم يتم تعريف مصطلح الموجة الطويلة بدقة ومعناه قد يختلف في أماكن مختلفة من أنحاء العالم. الا ان الاستخدام الأكثر شيوعا انه يطلق على الامواج الراديوية ذات الطول الموجي الأطول من 1000 متر (ذات الترددات الأقل من 300 كيلوهرتز)
بما في ذلك أنطقة الاتحاد الدولي للإتصالات (ITU) ذات التردد المنخفض (LF) من 30 إلى 300 كيلوهرتز والتردد الجد منخفض (VLF) من 3 إلى 30 كيلوهرتز وفي بعض الأحيان يشمل أيضا جزء من نطاق الترددات المتوسطة (MF) من 300 إلى 3000 كيلوهرتز.
في أوروبا وأفريقيا وأجزاء واسعة من أسيا (منطقة 1 للاتحاد الدولي للاتصالات) حيث يتم استخدام حزمة الترددات بين 148.5 و 283.5 كيلوهرتز للبث بالتضمين السعوي (AM broadcasting) (بالإضافة إلى نطاق الموجة المتوسطة)، يطلق مصطلح الموجة الطويلة على حزمة البث هذه تحديدا.
ان نطاق بث الموجة الطويلة في منطقة 1 يقع بالكامل داخل نطاق التردد المنخفضة للطيف الراديوي (30-300 كيلو هرتز). تعريفات أوسع للموجة الطويلة قد تمتد أدناه و / أو فوق هذا النطاق. في الولايات المتحدة، نادي الموجة الطويلة الأمريكي يهتم ب«الترددات تحت حزمة بث الAM»، أي جميع ترددات الأقل من 535 كيلو هرتز (الترددات المنخفضة تتناسب مع الأطوال الموجية الأطول).